# Turmschnecken
Die Familie der Turmschnecken (Turritellidae) gehört in die Klasse der Schnecken und nach der neueren Systematik in die Ordnung der Sorbeoconcha, wie etwa auch Strandschnecken (Littorininae) und Grübchenschnecken (Lacuninae). Früher wurden sie in die heute veraltete Ordnung Mesogastropoda (Mittelschnecken) gestellt. Turmschnecken ist auch ein allgemein gebräuchlicher Name für nicht verwandte Schneckenarten und -familien mit turmähnlichen Gehäusen (wie zum Beispiel  für die Familie Turridae).

## Merkmale
Viele der Arten in dieser Familie zeichnen sich durch eine langgestreckte, spitz zulaufende Form des Gehäuses mit einer großen Anzahl von Windungen aus, dadurch erklärt sich auch der Name Turmschnecken. Die am Kopf befindlichen Fühler sind relativ lang, der Fuß ist eher kurz. Die Naht (der Bereich zwischen den einzelnen Windungen) ist deutlich ausgeprägt, ein Nabel ist nicht vorhanden. Die oberen der bei einigen Arten bis zu 19 Windungen sind meist weniger gewölbt als die unteren.

## Lebensweise
Diese im Meer vorkommenden Schnecken graben sich in den Meeresboden ein und ernähren sich meist durch Einstrudeln von kleinen Nahrungspartikeln. Strudler sind Tiere, die – im Gegensatz zu den Filtrierern – aktiv durch Geißeln oder Cilien einen Wasserstrom erzeugen, um daraus kleine Nahrungsteilchen zu filtern. Die Gattung Turritella erzeugt den Wasserstrom beispielsweise mit Hilfe der am Rand des Deckels (Operculum) befindlichen Borsten. Alle Arten sind getrenntgeschlechtlich, Zwitter kommen nicht vor. Manche Arten sind ovovivipar, ihre Nachkommen schlüpfen bereits im Leib der Mutter.

## Arten
Bekannt ist vor allem die auch in der Nordsee und im Mittelmeer lebende Gemeine Turmschnecke (Turritella communis). Die Große Turmschnecke (Turritella terebra) mit einer Größe von bis zu 18 cm kommt im Indopazifischen Raum vor.
Erste Fossilien dieser Familie sind seit Devon bekannt.

## Fossile Fundlokalitäten
Die Turritellidae spielen in der Paläontologie eine große Rolle bei der chronologischen Bestimmung von Gesteinsschichten durch Fossilien (Biostratigraphie).
- Ein bedeutender Fundort fossiler Turritellen ist die Erminger Turritellenplatte.[1][2] Sie stellt eine massenhafte Anhäufung von Turmschnecken (Turritella turris BASTEROT) aus dem unteren Miozän dar. Die Ablagerung wurde vor rund 18,5 Millionen Jahren (Unteres Ottnangium) unter flachmarinen küstennahen Bedingungen gebildet.[3] Der Fundort befindet sich bei Ulm-Ermingen (Hochsträß) und wurde in mehreren paläontologischen Arbeiten beschrieben.[4][5]